# Tessuto sottocutaneo del pene
Il tessuto sottocutaneo del pene (o fascia superficiale del pene) è il tessuto che si continua nella parte superiore con la fascia di Scarpa, e nella parte inferiore con la fascia di Dartos dello scroto e con la fascia di Colles. Si attacca all'intersezione tra il corpo e il glande.